# Мелроуз-Парк (Нью-Йорк)
Мелроуз-Парк (англ. Melrose Park) — переписна місцевість (CDP) в США, в окрузі Каюга штату Нью-Йорк. Населення — 2141 особа (2020).

## Географія
Мелроуз-Парк розташований за координатами 42°54′20″ пн. ш. 76°30′51″ зх. д. / 42.90556° пн. ш. 76.51417° зх. д. (42.905646, -76.514049).  За даними Бюро перепису населення США в 2010 році переписна місцевість мала площу 11,18 км², з яких 9,66 км² — суходіл та 1,51 км² — водойми.

## Демографія
Згідно з переписом 2010 року, у переписній місцевості мешкали 2294 особи в 936 домогосподарствах у складі 676 родин. Густота населення становила 205 осіб/км².  Було 989 помешкань (88/км²).
Расовий склад населення:
| - 98,3 % — білих - 0,4 % — азіатів |

До двох чи більше рас належало 1,0 %. Частка іспаномовних становила 0,9 % від усіх жителів.
За віковим діапазоном населення розподілялося таким чином: 21,5 % — особи молодші 18 років, 60,0 % — особи у віці 18—64 років, 18,5 % — особи у віці 65 років та старші. Медіана віку мешканця становила 46,5 року. На 100 осіб жіночої статі у переписній місцевості припадало 93,8 чоловіків;  на 100 жінок у віці від 18 років та старших — 90,6 чоловіків також старших 18 років.
Середній дохід на одне домашнє господарство  становив 109 562 долари США (медіана — 90 078), а середній дохід на одну сім'ю — 125 318 доларів (медіана — 101 674). За межею бідності перебувало 3,5 % осіб, у тому числі 7,2 % дітей у віці до 18 років та 1,9 % осіб у віці 65 років та старших.
Цивільне працевлаштоване населення становило 1287 осіб. Основні галузі зайнятості: освіта, охорона здоров'я та соціальна допомога — 29,2 %, виробництво — 14,5 %, публічна адміністрація — 11,5 %.